# Trattato di Cracovia
Il trattato di Cracovia fu siglato nella città di Cracovia l'8 aprile 1525 tra il Regno di Polonia e l'Ordine Teutonico mettendo ufficialmente fine alla guerra polacco-teutonica.
Il Trattato, che fu maturato nel contesto delle guerre di religione nel mondo tedesco, garantì all'allora Gran Maestro dell'Ordine Teutonico, Alberto di Hohenzollern, la possibilità di secolarizzare il proprio ordine attraverso la creazione, da parte del Regno di Polonia, del nuovo Ducato di Prussia, che diventava uno stato vassallo di questo regno. Il nuovo ducato, di cui Alberto diventò primo Duca, fu uno stato protestante e quindi che non era feudatario del Sacro Romano Impero.
Il trattato fu firmato da Giorgio di Brandeburgo, Federico II principe di Legnica plenipotenziario del Gran Maestro dell'Ordine Teutonico, Sigismondo I Re di Polonia e Alberto di Hohenzollern.